# واي-208466
واي-208466 (بالإنجليزية: WAY-208466)‏ هودواء ناهض كامل فعال وانتقائي للغاية لمستقبلات (5HT6). يزيد من مستويات حمض الغاما-أمينوبيوتيريك(GABA) في القشرة الدماغية ولا يبدو أن التحمل الدوائي يحدث لهذا الإجراء عند تناوله المزمن ولفترات طويلة  أظهرت الدراسات على الحيوانات أن واي-208466 ينتج تأثيرات مضادة للاكتئاب ومزيل القلق في القوارض وقد يكون مفيدًا أيضًا في علاج اضطراب الوسواس القهري.
- واي-181187